# 空手小公子物語
『空手小公子物語』（からてしょうこうしものがたり）は、馬場康誌による日本の漫画作品。『週刊ヤングマガジン』（講談社）にて、2012年42号から2014年20号まで連載。空手少年・岳と、ムエタイ少年メオの高校生W主人公による青春格闘ストーリー。前作『空手小公子小日向海流』から約2年後が舞台。

## あらすじ
空手家としては、パワー、スピード、テクニック、そのどれもが平凡な少年、岳。しかし、彼には天才ムエタイ戦士の親友、メオも認める不思議な能力があった。

## 用語解説
嶺南大学付属　嶺南高校（れいなんこうこう）
前作の舞台、嶺南大学の付属校。
赤心大和流空手（せきしんやまとりゅうからて）
主人公大月岳の父、大月大の創始した空手流派。
鏑木流空手道（かぶらぎりゅうからてどう）
前作からの登場。講壇会空手から別れた鏑木十蔵が創始した空手流派。
講壇会空手（こうだんかいからて）
前作からの登場。和泉光章の義父壇魁が創始した空手流派。

## 登場人物

### 嶺南高校空手部
大月 岳（おおつき たける）
本作の主人公。嶺南高校1年。赤心大和流黒帯だが、病床にあった父親から譲り受けたもので実力は備わっていない。メオがバイトをしているムエタイ居酒屋「チョークディー」に「ドス・ベルト・デルリオ」と名乗って試合（バイト）をしていたが、和泉冬子の目に止まったことにより、同居人で親友のメオと共に空手部を創ることに奔走する。校則でバイト禁止のため空手部創設に難色を示す生徒会長和泉冬子の提案で3年で講壇会に所属する箕面と対戦して引き分けるが、この結果、空手部創部は承認され、小日向海流と出会った縁から、K・O・Sが主催するKARATE甲子園に向けた練習が始まる。練習場所はかつて嶺南大学第二空手部（鏑木流）が使用していた河川敷を使用する。梨夏の提案で南広樹とスパーリングを行ってある程度の実力を認められたが、後に小日向とのスパーリングで自身の弱さを曝け出され、涙を流す。そして一から出直すことを決意し、巻いていた黒帯を封印して白帯を巻いて再出発を行う。シンサックによるメオの拉致阻止を経て、KARATE甲子園に出場する。KARATE甲子園での決勝ではメオと試合を行い、優勝する。4年後には和泉 冬子と交際しつつも、K・O・SのU70の日本チャンピオンというK・O・Sを代表する選手となる。
他人のアドレナリンを感知すると、その人が試合で“なりきっているイメージ”を視覚的に捉える能力があるが、自分に出せるのは拳や足を鉄にするイメージ（思い込みによる脳のリミッターを外した攻撃）が精々である。同じ能力を持つ人物から見る岳のイメージはリボルバー拳銃である。
また、全てが平均的と言われるが、KARATE甲子園決勝へたどり着いた時、和泉光章からはダイヤの原石と言われる。
好物は辛い物でタイ名産の料理「グリーンカレー」や「トムカーガイ」などを好む。ただし、仏壇の匂いがする「パクチー」が苦手。
メオ
本作のもう1人の主人公。前作にも登場しており、小日向海流にムエタイを最初に教えたこともある。嶺南高校1年。日本名は清水ウィチット。サーマートの弟で、とある事情により母親と共に日本に来ており、母親の再婚相手とは折り合いが悪くないが岳とマンションを借りて同居している。空手は白帯ではあるが、実力は大人顔負け。当初は乗り気では無かったが、岳との試合への熱望からKARATE甲子園への出場を決意する。岳との決勝戦では準優勝で終わり、その後タイに帰郷。てサーマートの指導の下、実力をつけていく。
普段は物静かだが、一度怒ると鬼気迫る表情に変わり、容赦なく人体を破壊するえげつない戦いぶりをも見せる。また、岳の"能力"で見るイメージでは彼の姿は"シヴァ神"であり、本気の試合では踊るように様々かつ、強烈な一撃を繰り出す戦い方をする。これは彼自身のスタイルであると同時に岳の能力封じにもなっている。
和泉 冬子（いずみ とうこ）
本作のヒロイン。嶺南高校2年で生徒会長。講壇会2代目会長の和泉光章と和泉夏子の一人娘。通学の時はハイヤーを使い、校門で箕面が出迎えるのが日課になっている。岳とメオが空手部創部に奔走していることを知り、試合に箕面に勝利したらという条件で創部を承認する。引き分けたものの創部を承認して自らも入部する。巨乳にコンプレックスを抱いており、普段はベルトを巻いて胸を小さく見せようとしている。痴漢と間違えた南を軽蔑していたが、スパーリングで岳を圧倒する南の実力は認めた模様。祖父と父等が不幸にあっている事から母方の血筋は呪われていると悲観していたが和泉光章と岳との会話により、その呪縛から解放された。大の甘党。4年後は多忙な日々の中、大月 岳と交際している。
箕面 拓郎（みのお たくろう）
嶺南高校3年。筋骨隆々とした巨漢で、講壇会空手初段でウエイト制フルコンタクトルール重量級ジュニア王者。冬子とは中学時代に知り合い、その縁で講壇会に入門した。常に冬子の側におり、毎朝ハイヤーで通学する冬子を出迎え、校内で問題を起こした生徒にも容赦無く制裁を加えている。冬子の指示で岳とメオの2人と試合をし激戦の末に引き分けた後、承認された空手部には自らも所属して練習に励む。岳とメオから「ミノタウロ」と呼ばれている。
強くなるために食べ物にも気を使っており、ブロッコリーとノンオイルのツナ丼を食すことから、冬子如く『生まれつき味覚が破壊されている』と言われている。
赤嶺 梨夏（あかみね りか）
前作からの登場。嶺南高校体育教師で空手部顧問（鏑木流二段）。新任教師として真面目な教師を目指していたが、岳が虎丸を空手の達人と間違って襲った際に返り討ちにしたことで空手の実力者であることを知られてしまう。岳とメオから空手部顧問就任を要請され、鏑木流赤嶺道場における基本動作を教える。創部後、空手部の練習場所として河川敷を提案する一方で先輩の南にコーチを依頼し、岳とのスパーリングを実現させた。
恋人でもあった葉山　健太郎とは彼の浮気から険悪であったが、彼の反省と仲間のサポートからよりを戻す。その後も教師を続けている様子が描かれている。
虎丸 龍夫（とらまる たつお）
嶺南高校美術教師で写真部副顧問。体格が良く、空手は素人だが岳に達人だと誤解されて襲われた。空手部創部後は自らも空手部に所属する。趣味はフィギュアの収集。

### 嶺南高校
高倉 晶子（たかくら あきこ）
前作からの登場。嶺南高校1年2組副担任。薙刀の達人で梨夏の1年先輩に当たり、岳とメオのクラスを受け持つ。空手部の練習では薙刀を使って岳を滅多打ちにしている（眼鏡を外すと豹変する）。虎丸とコスプレで写真を撮ったことが兄の誤解を招く一因となる。彼女は前作のとある人物と恋人同士であったが、日に何百というメールを送る奇行により、やや険悪な仲になっていたが好意は残っており、彼の反省と仲間のサポートのおかげでよりを戻す。

### 鏑木流空手道
南 広樹（みなみ ひろき）
前作からの登場。鏑木流城北支部長で南道場主（四段）。梨夏の依頼で空手部のコーチを引き受けるが、その初日に変質者と誤解されるはめになる。スパーリングをした岳から見て、南は「城」であり、頑強な防御で戦うスタイルで岳を圧倒する。岳の実力を認め、道場の運営に多忙を極めつつも空手部の指導にも精を出す。一方でシンサックのメオ拉致を察知した鏑木の指示により、メオの母親の警護を武藤と共に動いて襲撃者を撃退した。やがて総裁代行から3代目総裁の指名を受け、襲名する。
多忙ながら妻子がおり、家では良き父であり、夫として生活している。
鏑木 重蔵（かぶらぎ じゅうぞう）
前作からの登場。鏑木流創始者（十段）だがある事情で死んだことになっており、「マイ・ペンライ」と名乗って現役時代の南のコーチを務めてきた。南が引退した後も日本に滞在しており、暗躍するシンサックからメオたちを守るために動く。また、ミシェールを通じて空手部の練習にも顔を出しており、冬子が胸にベルトを巻いていることに難色を示す一方で、かつての弟子であった光章の病室にも赴いて叱咤激励して復活させた。
立花 宗護（たちばな そうご）
前作からの登場。鏑木流総裁代行。現役時代、タナゴーンに唯一勝利したことがあり、その縁でシンサックのことを相談されて自分の代わりに師匠である重蔵をタナゴーンの店に差し向けた。

### 赤心大和流空手
大月 大（おおつき まさる）
岳の父親で赤心大和流空手創始者。故人。講壇会空手三段で人望もあったが、15年前に鏑木流全日本空手トーナメントに出場したため、師匠である光章から破門された。そのトーナメントではまったくの無傷で勝ち抜き、決勝では後の無差別級王者である当時初出場の田沼を圧倒し見事無差別級優勝を果たした。その12年後、カオルの挑戦を受けて敗れたがその時はすでに白血病が進行しており、病床で息子の岳に黒帯を託した後に還らぬ人となった。当初、カオルを例外として死んだこと伝えないようにしており、作中序盤では蒸発したと語られていた。彼の存在は多くの人に影響を与え、その思想は息子である岳にも受け継がれている。

### K・O・S
ミシェール和泉
前作からの登場。格闘技団体「K・O・S」代表。冬子やカオルとは従兄妹の間柄。定期的に実施する後楽園ホール大会を満員にする程の経営手腕の持ち主。箕面と対戦した岳に興味を示すがKARATE甲子園の出場に対しては決め手に欠けると判断するが南とのスパーリングを経て、出場を認める。嶺南高校の練習にも顔を出して視察する一方で夏子の陰謀で瀕死に追い込まれた伯父・光章の復活に期待を寄せている。その光章が無事復活を遂げた後は『やりたかったこと』に力を注ぐ。光章からは「ミー子」と呼ばれている。
和泉 光章（いずみ こうしょう）
前作からの登場。講壇会空手代表で「K・O・S」前代表。前作終盤に妻の夏子の陰謀で破門にした練習生に襲撃されて瀕死の重傷を負い、2年もの間、意識不明であった。体は衰えたが夢の中ではずっと戦い続けており、何度も立ち上がる自分を見つめていた。何度目かのダウンの時、観客に誰かがいるのを見つけ、さらにリング下で指示を飛ばす師匠重蔵の一言で「押忍」と呟いて目を覚ました。娘の空手部の面々と面談の後、K・O・S復興へ力を注ぐ一方で、神威と講壇会との業務提携を“円満”な形で終了させて所属選手をK・O・Sに移籍させ、サーマートとも和解することに成功した。KARATE甲子園では試合を観戦し、岳とメオの闘いを観戦する。その数年後、息子である馨に講壇会の総裁の座を渡す。
伊吹 謙悟（いぶき けんご）
前作からの登場。K・O・S U70世界王者（講壇会空手二段）、第25回鏑木流空手全日本中量級王者（鏑木流二段）。
同階級の日本人で唯一、シンサックに勝てる存在と言われており、「空手貴公子」の異名を持つ。岳からは日本刀その物のイメージを持たれており、南とのスパーリングでは、岳視点のイメージ像だと城を崩し南を穴だらけにする描写をされ、岳ともスパーリングを行う。
K・O・Sを守るため、試合を半年間毎月連続で組んだ事から拳を悪化させ、一年間の長期離脱していたがK・O・Sの復活大会では小日向との対戦が決定する。4年後は小日向との3度目のラバーマッチが行われ、判定決着であったことが語られている。
武藤 竜二（むとう りゅうじ）
前作からの登場。KOFスーパーヘビー級王者兼UFCCヘビー級3位、鏑木流空手全日本無差別級王者（鏑木流二段）。
シンサックの配下である、現役のキックの欧州ヘビー級王者を正拳一発で倒すほどの実力者。その年末の試合ではUFCCヘビー級チャンピオンを下し、新たなチャンピオンとなるが、彼はボクシングの道を進む。4年後はヘビー級4団体統一世界王者となっており、年内に日本に帰ってきてのK・O・S復帰戦が予定されている。
小日向 海流（こひなた みのる）
前作の主人公。POKF日本ウェルター級王者。「空手王子」の異名を持ち、岳とのスパーリングでは圧倒的な強さを見せて岳の弱さを曝け出した。実はカオルと共に神威に移籍したのは光章を助けるためであり、光章復活後は“円満”な形でK・O・Sへ移籍し、伊吹との対戦が決定した。4年後は伊吹との3度目のラバーマッチが行われ、判定決着であったことが語られている。
高橋 速人（たかはし はやと）
前作から登場。WWWKA及びK.I.C.K.Kのスーパーウェルター級王者。
顎の怪我は完治した様で、実力は前作よりも上がっているらしい。スパーリングでは今井遊斗を圧倒していた。和泉光章復帰後は、神威からK・O・Sに戻っている。KARATE甲子園に出場する若村を「ジャクソン」と呼びつつ、彼の成長を喜んでいる。4年後は尾嶋、若村と共にタイに赴き、メオと同じジムで練習している様子。
尾嶋 幸典（おじま ゆきのり）
前作からの登場。POKF日本ライト級元王者。引退前から高橋の専属トレーナーとして支えている。KARATE甲子園に出場する若村からは父と同じファイトスタイルであり、無茶を言って弟子入りした自分に指導してくれる尾嶋を慕っているが、彼自身も若村の成長を見守っている。4年後は高橋、若村と共にタイにてメオと同じジムにて練習を行っている様子。
今井 遊斗（いまい ゆうと）
前作からの登場。POKFスーパーウェルター王者。
スパーリングで高橋速人に圧倒されていたが、心の中で生意気な口を叩くなど、勝気で生意気な所は変わってない模様。高橋同様、和泉光章復帰後は、神威からK・O・Sに戻っている。

### 講壇会空手
和泉 夏子（いずみ なつこ）
前作からの登場。講壇会空手代表代行。先代壇魁の長女で光章の妻、冬子の母親でもある。前作終盤、先代からの幹部たちの意を受けて夫の殺害を試みて瀕死の重傷を負わせる。運営においては非常に厳しい状態が続いており、チケットを会員に買わせることで何とか乗り切ってきたが光章復活後に神威の石塚と共に高飛びした。そのため、半ば追放のような形になっている。
濱田 カオル（はまだ カオル）
前作からの登場。光章の先妻の子で冬子は異母妹、ミシェールは従姉に当たる。小日向の専属トレーナーで元UKKF世界スーパーライト級王者。父親を助けるために小日向と共に神威の所属となり、南が岳と小日向のスパーリングを打診してきた際は快く了承した。父親・光章復活の後は父を助けながら小日向と長尾のトレーナーとして働いている。岳の父親とは同門であり、7年前に末期ガンに侵されていた大月に勝ったがサーマートに敗れて現役を引退している。
長尾 孫一（ながお まごいち）
講壇会空手初段。関西のグローブ系空手大会を総なめにした天才で総本部が大阪から移籍させた。K・O・Sが主催するKARATE甲子園に唯一出場させる決定を下し、講壇会が主催したグローブルールウエイト制軽量級オープントーナメントでは優勝している。小日向の一番弟子を自称しており、カオルがトレーナーを務めている。

### 神威
石塚 修（いしづか おさむ）
前作からの登場。格闘技団体「神威」代表。シンサックを擁する前からイカサマや賭け試合等で儲けて暗躍しており、光章が瀕死の重傷を負った直後に夏子に近づいて提携しているが当初より客入れは悪い。また、光章を盾に実力をつけてきていた小日向に目を付けて自らの言いなりにさせるべくカオルと共に神威に移籍させる強引な手腕も見せたが、光章が復活した後、夏子と共に高飛びしている。そのため、講壇会との業務提携は“円満”な形で終了した。
シンサック・ソー・キングリバー
前作からの登場。ムエタイ最強王者として名を馳せる一方でイカサマで相手を何度も病院送りにした経緯があり、サーマートに対しては強い敵対心を見せている。メオがサーマートの弟であることを知り、拉致しようと企むがことごとく失敗しており、サーマートとの勝負にて膝などを損傷し、一旦表舞台から身を引く。タナゴーンの店を訪れた際に手の平に謎の手術痕があることにタナゴーンが気づいている。

### その他の登場人物
タナゴーン
前作からの登場。ムエタイ居酒屋「チョークディー」店長。30年前のルンピニー王者でサーマートの師匠。メオのバイト先の店長でもあり、古い友人に頼まれてメオ母子を匿っていた。シンサックがメオ母子に目を着けた際、重蔵の協力も得てシンサックに手を引かせる約束を取り付ける。重蔵は、タナゴーンがかつての戦友である立花に相談したことで出張ったのであるが、タナゴーンは重蔵を命の恩人と呼んでいる。
サーマート・シリントゥ
前作からの登場。メオの腹違いの兄。ムエタイ9冠王にしてスポーツブランドの社長でもある。メオ母子に「あること」を頼みに来日した。それを察知したシンサックと闘い、圧倒的な強さでシンサックを降した。実は岳と同じ能力を持っている。
ペドロ・バルボーザ
前作からの登場。鏑木流城北支部南道場ブラジリアン柔術インストラクター。鏑木の手足となって動く。
高倉 広志（たかくら ひろし）
前作からの登場。晶子の兄で別名・霞才蔵。高倉流忍術正統後継者として南を“殿”と呼び、鏑木を“大殿”と呼んで手足となって動く。柔術に関してもペドロと互角の腕前を持つ。
若村 草汰（わかむら そうた）
山沢ジム所属の選手でPOKFアマチュアキックボクシング60kg級アンダー18王者。長尾が出場したグローブルールウエイト制軽量級オープントーナメントに出場し、フルタイムを使うスタイルで決勝まで残るが師匠である尾嶋の判断で棄権した。その後KARATE甲子園に彼も出場。メオと試合をするも力及ばず敗退する。最終話ではタイにてメオと同じジムにおり、メオの練習相手になっている。
安田 健康（やすだ たけやす）
前作からの登場。タナゴーンの店で試合に出場する常連ファイター。岳と試合を行うも1RTKO負けを喫する。

## 単行本
- 馬場康誌『空手小公子物語』講談社〈ヤンマガKCスペシャル〉、全6巻
  1. 2013年1月4日発売 ISBN 978-4-06-382253-3
  2. 2013年4月5日発売 ISBN 978-4-06-382288-5
  3. 2013年7月5日発売 ISBN 978-4-06-382327-1
  4. 2013年10月4日発売 ISBN 978-4-06-382351-6
  5. 2014年2月6日発売 ISBN 978-4-06-382414-8
  6. 2014年6月6日発売 ISBN 978-4-06-382465-0